# Ядерные реакторы СССР и России

## Первые реакторы
Ядерные реакторы — это высокотехнологичные установки, которые применяются для нужд энергетики, для военных целей, а также используются для транспортных нужд.
В СССР первоначальные теоретические и экспериментальные исследования особенностей пуска, работы и контроля реакторов были проведены группой физиков и инженеров под руководством академика И. В. Курчатова.
Первый советский реактор Ф-1 был построен в Лаборатории № 2 АН СССР (Москва). Этот реактор выведен в критическое состояние 25 декабря 1946 года. Реактор Ф-1 был набран из графитовых блоков и имеет форму шара диаметром примерно 7,5 м. В центральной части шара диаметром 6 м по отверстиям в графитовых блоках размещены урановые стержни. Реактор Ф-1, как и американский первый реактор CP-1, имеет воздушное охлаждение, поэтому он работал на относительно малых уровнях мощности (до мегаватта кратковременно). Результаты исследований на реакторе Ф-1 стали основой проектов более сложных по конструкции промышленных реакторов.
Сразу после этого начались работы над созданием оружейного плутония, которые выполнял этот же коллектив. В мае-июне 1948 года На комбинате «Маяк» в закрытом городе Челябинск-40 (современный Озёрск) был введён в действие реактор А-1 по производству оружейного плутония. Это позволило создать заряд для первой советской атомной бомбы
26 июня 1954 года вступила в строй первая в мире атомная электростанция электрической мощностью 5 МВт в г. Обнинске.

## Современное состояние

### Энергетические реакторы
Всего 36 энергоблока, мощностью 28,5 ГВТ:
22 энергоблока с реакторами типа ВВЭР (из них 4 энергоблока – ВВЭР-1200, 13 энергоблоков  – ВВЭР-1000 и 5 энергоблоков – ВВЭР-440 различных модификаций);
10 энергоблоков с канальными реакторами (7 энергоблоков с реакторами типа РБМК-1000 и 3 энергоблока с реакторами типа ЭГП-6);
2 энергоблока с реакторами на быстрых нейтронах с натриевым охлаждением БН-600 и БН-800;
2 реакторные установки типа КЛТ-40С электрической мощностью по 35 МВт.

Перечень по типам стационарных энергетических установок, которые применяются на атомных электростанциях в СССР.

## Ядерные реакторы, спроектированные и построенные в СССР

### Графито-водные реакторы
- ЭГП-6 (4-е блока на Билибинской АЭС)
- АМБ-100 (1-й блок Белоярской АЭС)
- АМБ-200 (2-й блок Белоярской АЭС)
- ЭИ-2 (Сибирская АЭС) — промышленный реактор
- АДЭ-3-5 (Сибирская АЭС) — промышленный реактор
- РБМК — реактор большой мощности канальный.
  - РБМК-1000 (Ленинградская им. В. И. Ленина, Курская, Чернобыльская, Смоленская)
  - РБМК-1500 (Игналинская АЭС Литва)
  - РБМКП-2400 (Разрабатывался; отличительная особенность — перегретый пар до 450 °C; активная зона имеет форму параллелепипеда; в пароперегревательных каналах уран с обогащением до 2,2 %, сплав оболочек ТВЭЛов заменён на нержавеющую сталь)
  - МКЭР-1500 (Проект; Особенности — Защитная гермооболочка, КПД — 35,2 %, срок службы 50 лет, обогащение 2,4 %, Расход природного урана — 16,7 г/МВт·ч(э). См. Описание реактора МКЭР-1500

### Легководные реакторы(корпусные ВВЭР)
ВВЭР — водо-водяной энергетический реактор
- ВВЭР-1
- ВВЭР-210
- ВВЭР-365 (В-3М)
- ВВЭР-440
- ВВЭР-640 (проект)
- ВВЭР-1000
  - ВВЭР-1000 (проекта В-187) — блок № 5 Нововоронежской АЭС (головной блок ВВЭР-1000)
  - ВВЭР-1000 (проектов В-338, В-325) — так называемая «малая серия»
  - ВВЭР-1000 (проекта В-320) — «большая серия»
  - ВВЭР-1000 (проекта В-392)
  - ВВЭР-1000 (проекта В-466)
  - ВВЭР-1000 (проекта В-412)
- ВВЭР-1500 (проект)

Применяется на следующих АЭС:
- Нововоронежская 1-й блок ВВЭР 210; 2-й 365;3 и 4-й 440, 5-й ВВЭР-1000
- Кольская, 4 блока ВВЭР-440,
- Калининская, 4 блока ВВЭР-1000,
- Балаковская, 4 блока ВВЭР-1000,
- Волгодонская, 1 и 2 блоки ВВЭР-1000 (запущены в 2002 и 2010 гг. соответственно)
- Армянская 1 и 2-й блоки ВВЭР-440, (1 блок остановлен)
- Южно-Украинская, 3 блока ВВЭР-1000,
- Запорожская, 6 блоков ВВЭР-1000,
- Ровенская 1 и 2 блоки ВВЭР-440, 3 и 4 блоки ВВЭР-1000 (запущены в 1986 и 2004 гг. соответственно),
- Хмельницкая, 1 и 2 блоки ВВЭР-1000 (запущены в 1987 и 2004 гг. соответственно),
- Богунице, 1 и 2 блоки ВВЭР-440
- Козлодуй, 1,2,3,4 блоки ВВЭР-440 и 5,6 блоки ВВЭР-1000,
- Мо́ховце, 1 и 2 блоки ВВЭР-440(Словакия, пущен в октябре 1998 и марте 2000). В настоящее время достраиваются блоки 3 и 4.
- Ловииса, 1 и 2 блоки ВВЭР-440, модернизированы до 510 МВт.эл.
- Куданкулам, 1 и 2 блоки ВВЭР-1000 (в настоящее время идет пуско-наладка),
- Тяньваньская АЭС, 1 и 2 блоки ВВЭР-1000 (начало эксплуатации 2007 год),

ОК-650 — серия водо-водяных ядерных реакторов на тепловых нейтронах, размещаемых на подводных лодках. Используется высокообогащённая двуокись урана. Тепловая мощность — 180…190 МВт.

### Реактор КЛТ-40С дляплавающей АЭС
Разработан на основе реакторной установки КЛТ-40С используемой на российских ледоколах. В настоящее время такая плавучая АЭС (ПАЭС) построена и запущена в строй (г. Певек); планируется построить ещё несколько АЭС, для удалённых заполярных городов и в качестве опреснительных установок на экспорт.

### Реакторы на быстрых нейтронах
- БН-350 (Мангистауский Атомный Энергокомбинат (г. Актау, Казахстан) — остановлен в 1999)
- БН-600 (3-й блок на Белоярской АЭС)
- БН-800 (4-й блок на Белоярской АЭС)